# Isaïes d'Egipte
Isaïes d'Egipte o Esaïes d'Egipte (Esaias o Isaias, Ἠσαΐας) fou un religiós del segle I o començament del II (però Cave i Assemanni opinen que en realitat era de la segona meitat del segle iv).
Era probablement fill d'un mercader d'Hispània i quan aquest mercader va morir, el fill Isaïes, juntament amb el seu germà Paasi (Paäsius), van decidir retirar-se del món, i van fer donació de tots els béns als pobres i van fundar institucions monàstiques o de caritat. Isaïes sembla la persona que va fundar un monestir. Va viure tota la seva vida a Egipte.
Nombroses obres li són atribuïdes sota els noms d'Isaïes Abbas, Isaïes Prevere, Isaïes Eremita, Isaïes Anacoreta, quasi totes en grec però alguna en siríac i àrab (probablement traduccions d'una obra original) però alguns erudits consideren que l'autor d'aquestes obres, que es conserven, és un monjo egipci posterior (del segle vii); les obres més destacades són:
1) Capítols de la vida ascètica i pacifica (Κεφάλαια περὶ ἀσκήσεως καὶ ἡσυχίας) 
2) Precepta seu Consilia posita tironibus, (versió en llatí de 68 preceptes curts)
3) Orationes. (una versió en llatí dels discurs d'Isaïes)
4) Dubitationes in Visionem Ezechielis (atribuït però dubtós)
5) Ascètica i Opuscula serien extractes d'obres d'Isaïes